# Wyoming Kid
Pour les articles homonymes, voir Cheyenne.
Pour plus de détails, voir Fiche technique et Distribution.
Wyoming Kid (titre original : Cheyenne) est un western américain de Raoul Walsh sorti en 1947.

## Synopsis
En 1867, dans le Territoire du Wyoming, afin d'éviter une peine de prison, le joueur James Wiley doit aider la Police à capturer un braqueur de diligences qui se fait appeler « le Poète. »

## Fiche technique
- Titre : Wyoming Kid
- Titre original : Cheyenne
- Réalisation : Raoul Walsh assisté de Ridgeway Callow
- Scénario : Alan Le May, Thames Williamson d'après une histoire de Paul Wellman (en)
- Direction artistique : Ted Smith
- Décors : Jack McConaghy (en)
- Costumes : Milo Anderson
- Maquillage : Perc Westmore
- Photographie : Sidney Hickox
- Son : Oliver S. Garretson
- Montage : Christian Nyby
- Dialogues : John Maxwell
- Musique :
  - Compositeur : Max Steiner
  - Directeur musical : Leo F. Forbstein
  - Chef d'orchestre : Hugo Friedhofer
- Effets spéciaux : Hans F. Koenekamp, William C. McGann
- Production : Robert Buckner
- Production exécutive : Jack L. Warner
- Société de production : Warner Bros.
- Société de distribution : Warner Bros.
- Pays de production :  États-Unis
- Langue : anglais
- Format : noir et blanc – 35 mm – 1,37:1 – mono (RCA Sound System)
- Genre : western
- Durée : 99 minutes
- Date de sortie :
  - États-Unis : 6 juin 1947

## Distribution
- Dennis Morgan : James Wylie
- Jane Wyman : Ann Kincaid
- Janis Paige : Emily Carson
- Bruce Bennett : Ed Landers, alias le Poète
- Alan Hale : Fred Durkin
- Arthur Kennedy : "Sundance Kid"
- John Ridgely : Chalkeye
- Barton MacLane : Webb Yancey
- Tom Tyler : Pecos
- Bob Steele : Bucky
- John Compton : Limpy Bill
- John Alvin : Single Jack
- Monte Blue : Timberline
- Anne O'Neal : Mlle Kittredge
- Tom Fadden : Charlie
- Britt Wood : l'étranger
- Clancy Cooper : Andrews
- Houseley Stevenson : valet d'écurie

## Chansons du film
- Going Back to Old Cheyenne : paroles et musique de Max Steiner et Ted Koehler
- I'm So in Love : paroles et musique de Ted Koehler et M. K. Jerome

## Autour du film
- Ce film est sorti à l'origine sous le titre Cheyenne, et c'est plus tard qu'il a été renommé Wyoming Kid par Warner Bros[1] pour ne pas prêter confusion avec la série télévisée Cheyenne sortie aux États-Unis entre 1955 et 1963[2].